# Янчевский, Всеволод Вячеславович
Всеволод Вячеславович Янчевский (бел. Усевалад Вячаслававіч Янчэўскі) (род. 22 апреля 1976 Борисов) — белорусский политический и общественный деятель, помощник президента Республики Беларусь, начальник главного идеологического управления Администрации президента Беларуси, директор Администрации Парка высоких технологий.

## Биография

### Первые годы
Родился 22 апреля 1976 года в Борисове Минской области. Окончил в 1998 году отделение политологии юридического факультета Белорусского государственного университета по специальности «Политика и государственное управление».

### Общественная и политическая деятельность
В 1994 году принимал активное участие в президентской кампании в Республике Беларусь, являясь доверенным лицом Александра Лукашенко. В 1995 году был членом предвыборного штаба Станислава Шушкевича во время выборов в Верховный совет Республики Беларусь.
В 1996—1997 гг. — один из руководителей созданной в поддержку Александра Лукашенко молодёжной организации «Прямое действие» (зарегистрирована Минюстом РБ в 1996 году). C 1997 года по 2001 год работал первым секретарем Центрального комитета общественного объединения «Белорусский патриотический союз молодежи», сформированного на основе актива МОО «Прямое действие» при участии отделов по работе с молодёжью исполкомов. Осенью 2000 года был избран депутатом Палаты представителей Национального собрания Республики Беларусь II созыва и был избран в Слуцком избирательном округе № 90. Состоял членом Постоянной комиссии Палаты по образованию, культуре, науке и научно-техническому прогрессу и был самым молодым депутатом.
Благодаря выходам на сына президента Белоруссии Виктора Лукашенко, Янчевский сумел донести до Александра Лукашенко своё видение реформирования государственной молодёжной политики. Он выступил с идеей о создании в Беларуси новой молодежной организации. В 2002 году к существующему БПСМ присоединился «Белорусский союз молодежи» (БСМ). Новое объединение получило название «Белорусский республиканский союз молодежи» (БРСМ). Ему были переданы функции ликвидированного Госкоммолодежи определено финансирование из государственного бюджета.
С 2005 по 2007 год Янчевский работал главным редактором журнала «Планета», издаваемого ОАО «Белтрансгаз».

### Государственная служба
До назначения на должность начальника главного идеологического управления в 2007 году был первым заместителем начальника главного управления — начальником управления по координации идеологической работы главного идеологического управления Администрации президента Республики Беларусь.
18 апреля 2008 года распоряжением № 17рп президента Белоруссии Янчевский был назначен помощником президента — начальником главного идеологического управления Администрации президента Республики Беларусь.
Указом № 531 от 2 декабря 2013 г. возложил на Янчевского функции куратора «единой государственной политики в сферах информатизации, информационно-коммуникационных технологий, телекоммуникаций и высоких технологий» и назначил его председателем Наблюдательного совета Парка высоких технологий. С 15 марта 2017 года стал руководителем Парка высоких технологий.
В августе 2016 года, вскоре после подавления попытки военного переворота в Турции, прибыл в Анкару с поручением Александра Лукашенко.

## Директор Парка высоких технологий
В 2017 году после назначения Янчевского произошел взрывной рост экспорта ПВТ: впервые за всю историю Парка он превысил 1 миллиард долларов США при темпе роста 125 %.
В 2018 году экспорт составил рекордные 1,4 млрд долларов США при темпе роста 138 %.
По экспорту IT на душу населения Беларусь занимает первое место в СНГ и превосходит по этому показателю Россию в 6 раз, Украину — в 2,3 раза (данные ЮНКТАД за 2018 год).
Курс на IT-страну и принятие Декрета № 8 Президента Республики Беларусь «О развитии цифровой экономики» привели к взрывному росту заявок на вступление в ПВТ новых резидентов. Если к концу 2017 году резидентами Парка были 192 компании, то за один 2018 год новым и резидентами стали 268 субъектов хозяйствования. Таким образом, за один год после принятия Декрета в ПВТ вступило больше компаний, чем за 12 лет его существования. За 2019 год ПВТ расширился уже до 751 компании.
Численность работников резидентов Парка за 2017—2019 годы выросла более чем на 30 тысяч человек и на март 2020 года составляет более 60 тысяч человек.
Парк высоких технологий привлекает в Республику Беларусь крупный иностранный бизнес. В ПВТ действует 56 центров исследований и разработок иностранных корпораций, включая такие известные как «Mapbox» (США), «SK Hynix» (Южная Корея), «IAC» (США), «Playtika» (Израиль) и другие.
Развитие отрасли ИКТ повысило узнаваемость Белоруссии в других странах, за 2019 год в ПВТ побывало более 150 иностранных делегаций. Высокую оценку Парку высоких технологий дал Государственный секретарь США Майкл Помпео. В своем Твиттере Помпео поделился впечатлениями от посещения Парка: «Воодушевлён тем, что увидел в ПВТ. Отличный пример того, как Беларусь может реализовать свой необычайный потенциал роста дальновидной экономической политикой и разумным регулированием», — написал глава Госдепа.
Парк высоких технологий вносит большой вклад в развитие профильного образования. Резидентами ПВТ созданы 60 совместных научно-производственных лабораторий и учебных центров на базе высших учебных заведений, а также 34 филиала кафедр университетов непосредственно на площадях компаний-резидентов ПВТ.
В 2018/2019 учебном году в рамках проекта «Программирование — вторая грамотность» прошли обучение более 10 000 школьников и приняли участие более 800 учителей.

## Санкции ЕС
Всеволод Янчевский становился субъектом запрета на поездки и замораживания активов Европейским союзом как часть списка белорусских чиновников, ответственных за политические репрессии, подтасовку результатов голосования и пропаганду после президентских выборов 2010 года как помощник президента по идеологии.
В соответствии с решением Европейского совета от 15 октября 2012 года, как помощник президента и руководитель идеологического отдела Администрации президента Янчевский был главным создателем идеологии режима и государственной пропаганды, которые поддерживают и оправдывают репрессии против демократической оппозиции и гражданского общества, что систематически негативно и унизительно освещаются с использованием фейковой информации.
С 15 февраля 2016 года эти санкции были с него сняты и въезд на территорию стран ЕС Янчевскому был разрешён.

## Награды и достижения
Был первым секретарём ЦК ОО БПСМ, кому удалось занять столь высокую должность в Администрации президента Белоруссии.
Имеет:
- Благодарность Президента Республики Беларусь.[16].
- «Орден Почёта» (от 10 марта 2016 года).

Входит в ТОП-50 самых влиятельных политиков Белоруссии по версии газеты «Наша нива». В рейтинге «Наша нива» от 2017 года «Топ-100 самых влиятельных белорусов» Янчевский на 34 месте.

## Семья
Женат, женился в 1998 году. Есть дочь — Эвелина.